# Suolijärvi (sjö, lat 60,65, long 24,70)
Suolijärvi är en sjö i Finland. Den ligger i kommunerna Hyvinge och Riihimäki i landskapen Nyland och Egentliga Tavastland, i den södra delen av landet, 50 km norr om huvudstaden Helsingfors. Suolijärvi ligger 88,2 meter över havet. I omgivningarna runt Suolijärvi växer i huvudsak blandskog. Arean är 1,86 kvadratkilometer och strandlinjen är 16,96 kilometer lång. Sjön  ingår i Vanda å huvudavrinningsområde. 